# Naenia orientalis
Naenia orientalis là một loài bướm đêm trong họ Noctuidae.